# Carol Stream (Illinois)
Carol Stream es una villa ubicada en el condado de DuPage en el estado estadounidense de Illinois. En el Censo de 2010 tenía una población de 39711 habitantes y una densidad poblacional de 1.627,65 personas por km².

## Geografía
Carol Stream se encuentra ubicada en las coordenadas 41°55′12″N 88°8′00″O / 41.92000, -88.13333. Según la Oficina del Censo de los Estados Unidos, Carol Stream tiene una superficie total de 24.4 km², de la cual 23.55 km² corresponden a tierra firme y (3.46%) 0.84 km² es agua.

## Demografía
Según el censo de 2010, había 39711 personas residiendo en Carol Stream. La densidad de población era de 1.627,65 hab./km². De los 39711 habitantes, Carol Stream estaba compuesto por el 70.66% blancos, el 6.14% eran afroamericanos, el 0.29% eran amerindios, el 14.63% eran asiáticos, el 0.02% eran isleños del Pacífico, el 5.52% eran de otras razas y el 2.73% pertenecían a dos o más razas. Del total de la población el 14.18% eran hispanos o latinos de cualquier raza.